# Sarachi Yomi
Sarachi Yomi（日语：さらち よみ，11月12日—），日本漫畫家、插畫家。A型血。

## 作品列表

### 漫畫

#### 連載
- STEINS;GATE（《月刊Comic Alive》，原作：5pb.×Nitro+）
- （《電擊魔王》，ASCII Media Works）
- （《ARIA（日语：ARIA (雑誌)）》，講談社）

#### 短篇
- （《ARIA》，講談社）
- （《電擊魔王》，ASCII Media Works）
- （《夏日大作戰 官方漫畫選集》，角川書店）

### 插圖
小說插圖
- 革命皇女 doll★llob（〈一迅社文庫Iris（日语：一迅社文庫アイリス）〉，原作：岩薙一葉）
- 卡納克的軌跡（日语：カナクのキセキ）（〈富士見Fantasia文庫〉，原作：上總朋大（日语：上総朋大））
- （〈電撃文庫〉，原作：御堂彰彥（日语：御堂彰彦））
- 時鐘塔上的怪盜（〈一迅社文庫Iris〉，原作：梨沙）
- 平安鬼姬草子（〈電擊文庫〉，原作：黑狐尾花）
- 藤陵學院的新娘（〈角川Beans文庫〉，原作：西本紘奈）
- （〈B's-LOG文庫（日语：ビーズログ文庫）〉，原作：小野上明夜）
- 聖靈家族（〈Filia文庫〉，著：渡海奈穗）
- 放學後的魔法戰爭（〈電擊文庫〉，原作：鈴木鈴）
- （〈DASH X文庫（日语：ダッシュエックス文庫）〉，原作：築地俊彥）
- （〈富士見L文庫（日语：富士見L文庫）〉，原作：川上亮（日语：秋口ぎぐる））
- （〈KADOKAWA BOOKS〉）
- 賢者之劍（〈Hero文庫〉，原作：陽山純樹）
- 雙血的墓碑銘（〈GAGAGA文庫〉，原作：昏式龍也）

其它
- 週刊新漫畫日本史（日语：週刊マンガ日本史） 第10號 安倍晴明（朝日新聞出版）
- 槍彈辯駁 希望學園與絕望高中生 The Animation 電擊漫畫選集（〈電擊Comics EX〉）
- 刀劍亂舞 -Online-漫畫選集 ～刀劍男士幕間劇～（〈GFantasy Comics〉）[2]
- 刀劍亂舞 -Online- 選集 ～出陣～（〈B's-LOG COMICS〉）[3]
- KING OF PRISM by PrettyRhythm 電擊漫畫選集（〈Sylph Comics〉）

### 動畫
- Lostorage incited WIXOSS（2016年）人物原案
- WAVE!! ～來衝浪吧!!～（2020年）人物原案

### 遊戲
- 親親我兒!! ～★育子★狂想曲～（日语：DEAR My SUN!!〜ムスコ★育成★狂騒曲〜）（D3 PUBLISHER（日语：ディースリー・パブリッシャー））人物設定、原畫
- 聖靈家族 -La storia della Arcana Famiglia-（HuneX（日语：ヒューネックス））人物設定、原畫
- 文明開華 葵座異聞錄（日语：文明開華 葵座異聞録）（FuRyu（日语：フリュー））人物設定
- （otomate（日语：オトメイト））人物設定
- POSSESSION MAGENTA（日语：POSSESSION MAGENTA）（COMFORT、HuneX）人物設定、原畫、企劃原案
- 魔法時光 the Brats’s Parade（CYBIRD（日语：サイバード (企業)））主要人物設定
- Tricolity Eyes（otomateｘFrontier Works）人物設定、原畫

### 畫冊
- Sarachi Yomi插畫集 LOVING（KADOKAWA／ASCII Media Works）

## 外部連結
- ::: MELROSE'S :::  （页面存档备份，存于） （日語）－Sarachi Yomi的官方個人網站。